# Perkebunan Sungai Parit
Perkebunan Sungai Parit is een bestuurslaag in het regentschap Indragiri Hulu van de provincie Riau, Indonesië. Perkebunan Sungai Parit telt 1098 inwoners (volkstelling 2010).